# Języki Śródziemia
Jest to artykuł o charakterze zbiorczym, przedstawiający sztuczne języki ze stworzonej przez J.R.R. Tolkiena mitologii Śródziemia. Najważniejszymi spośród nich są quenya i sindarin.

## Języki ludzi

### Adûnaicki
Język ludzi, używany przez mieszkańców Númenoru, którego wpływy pozostały w Westronie. Był poddany wpływom języków elfickich.

### Drúedainicki
Posługiwali się nim Drúedainowie (Dzicy Ludzie, Wosowie), zamieszkujący Las Drúadan. Język ten pochodził z Pierwszej Ery. Znane są tylko dwa jego słowa, Drûghu – Drúedainowie i gorgûn – ork.

### Rohirricki
Język ludzi, mieszkańców Rohanu. Jego słowa w powieściach zastąpione zostały przez Tolkiena słowami z języka staroangielskiego (jako że jego pokrewieństwo ze Wspólną Mową odpowiadało pokrewieństwu staroangielskiego i współczesnego angielskiego). Istnieje jednak kilka słów stworzonych przez autora.

### Taliska
Pierwotnie, we wstępnej fazie tworzenia Śródziemia (w latach 30. XX wieku), taliska był archaicznym językiem używanym przez ludzi w Pierwszej Erze i bezpośrednim przodkiem języka adûnaickiego. Znane jest tylko kilka jego słów, jak bar – człowiek, bor – kamień, czy hala – straż.
W późniejszych materiałach Tolkiena przodkami adûnaiku są języki Pierwszego i Trzeciego Rodu Edainów.

### Westron
Język ludzi, w Trzeciej Erze posługiwała się nim większość mieszkańców Śródziemia. Jako ojczysty język był używany w Arnorze i Gondorze, a później także w Shire. Jego oryginalne nazwy to Adûni oraz Sôval Phârë; w sindarinie był nazywany Annúnaid i Falathren.
Westron wywodził się z języka adûnaickiego. Znanych jest niewiele słów w Westronie, ponieważ język, którym posługiwały się postacie w książkach Tolkiena, przedstawiony został jako język angielski.
Westron nazywany był także Wspólną Mową.

## Języki elfów

### Doriathrin
Był to język elfów, dialekt Sindarów z Doriathu, serca Beleriandu, uważany za najbardziej archaiczną ówczesną odmianę sindarinu. Był przeciwieństwem „współczesnego” dialektu falathrin, chociaż elfowie mówiący nimi mogli się bez problemu zrozumieć.
Doriathrin zachował wiele archaicznych słów i zwrotów, które zaniknęły w falathrinie, a były uznawane za bardziej szlachetne. Doriathrin, w przeciwieństwie do innych dialektów, pozostał bez wpływów quenyi, jednak po wyjeździe Túrina Turambara z Doriathu zaczął stopniowo zanikać. Doriathrin wyszedł z użycia wraz z końcem Pierwszej Ery, po zniszczeniu Beleriandu, chociaż w Númenorze zachowały się pisma w tym języku.

### Nandorin
Język elfów, posługiwali się nim Nandorowie. Jako że był jednym z wielu języków Leśnych Elfów, nie grał takiej roli, jak sindarin.
Niektóre znane słowa: beorn – człowiek, kwenda – elf, Lindon, Lindórinand – Lothlórien, Utum – Udûn.

### Pierwotny język elficki
Język, którym elfowie zaczęli mówić wkrótce po przebudzeniu nad jeziorem Cuiviénen, jeszcze przed znalezieniem ich przez Oromego.
Z pierwotnego języka elfickiego wykształciły się język wspólnoeldariński i wiele języków Avarich.

### Quenya
Język elfów używany w Amanie, a w Śródziemiu przez Ñoldorów, ceremonialny język Númenoru. Najbardziej rozwinięty przez Tolkiena język mitologii Śródziemia. Opiera się na łacinie i języku fińskim.

### Sindarin
Język elfów powiązany z quenyą, wzorowany na języku walijskim. Używany był przez Sindarów.

### Telerin
Język elfów używany przez szczep Telerich, blisko spokrewniony z quenyą.

## Inne języki

### Czarna Mowa
Język stworzony przez Morgotha, następnie w nowszej wersji przez Saurona. W Czarnej Mowie została zawarta inskrypcja na Jedynym Pierścieniu.

### Iglishmêk
Był to język migowy stworzony przez krasnoludów. W przeciwieństwie do języka mówionego (khuzdûl), iglishmêk był bardzo podatny na zmiany. Jeden z dwóch (oprócz Czarnej Mowy) sztucznych języków Śródziemia.

### Khuzdûl
Sekretny język krasnoludów, w pewnym stopniu wzorowany na językach semickich, czego skutkiem jest m.in. charakterystyczna alternacja w wyrazach zbudowanych w większości na trójspółgłoskowych rdzeniach.

### Valarin
Język Valarów i Majarów. Jako istoty duchowe mogli porozumiewać się telepatycznie, jednak ich zejście na Eę i ucieleśnienie wymagało od nich również przyjęcia cech istot wcielonych, takich jak stworzenie własnego języka.
Język Valarów był dla elfów nieprzyjemny (m.in. zawierał wiele dźwięków obcych elfom), jednak w quenyi istnieją zapożyczenia z tego języka – np. Ezellohar (Zielony Kurhan – val. Ezellôchâr), Máhanaxar (Krąg przeznaczenia – val. Mâchananaškad), oraz imiona Valarów: Manwë (Mânawenûz), Aulë (Aȝûlêz), Tulkas (Tulukastâz), Oromë (Arômez), Ulmo (Ulubôz).
Język ten powstał jako pierwszy w obszarze Ardy, nie jest w związku z tym związany z żadnym z jej późniejszych języków, z wyjątkiem pojedynczych, zapożyczonych słów w quenyi czy adûnaickim (słowo iniðil oznaczające lilię lub duży pojedynczy kwiat, w adûnaicu występuje jako Inzil i oznacza kwiat – prawdopodobnie przeszło ono do tego języka przez elfów kontaktujących się z Númenorejczykami). W Czarnej Mowie występuje słowo nazg, prawdopodobnie z valaryjskiego nashkâd (Melkor był Valarem, a Sauron Majarem, znali więc valarin).
Pierwotna koncepcja Tolkiena zakładała, że wszystkie języki elfów pochodzą od języka Oromëan – Valarinu, którego elfowie próbowali się nauczyć od Oromëgo nad Cuiviénen (Valarin dzielił się na Oromëan – przodek języków elfickich, Aulëan – przodek języka Krasnoludów i Melkian – przodek Czarnej Mowy). Koncepcja ta została jednak porzucona.
Przykładowe słowa valarińskie: Aþâraphelûn Amanaišal – Arda Nieskażona, Aþâraphelûn Dušamanûðân – Arda Skażona, ayanûz – Ainur, Dâhan-igwiš-telgûn – Taniquetil, mirubhôzê – qya. miruvor, Fanaikelûþ – Księżyc, Ibrîniðilpathânezel – Telperion, Tulukhedelgorûs – Laurelin, uruš – ogień.

## Sposoby zapisu

### Cirth
Cirth to pismo runiczne używane zwłaszcza do zapisu sindarinu.

### Sarati
Sarati to system zapisu stworzony przez Rúmila z Tirionu w Amanie do zapisu quenyi, był wzorem dla Fëanora, gdy ten tworzył tengwar.
W odróżnieniu od tengwaru i cirthu, sarati może być pisane w kilku różnych kierunkach, choć dominującym jest kierunek z góry w dół. Można też pisać od lewej do prawej i na odwrót, a także bustrofedonem. Tak jak w późniejszym tengwarze, każdy pełny znak oznacza spółgłoskę, podczas gdy samogłoski są dodawane przy użyciu znaków diakrytycznych, w terminologii tengwaru zwanych tehtar. Znaki samogłosek są zapisywane:
- w pisowni pionowej – na lewo od spółgłosek (wyjątkowo – po prawej);
- w pisowni poziomej – powyżej spółgłosek (wyjątkowo – poniżej).

Według Tolkiena spółgłoski są istotniejsze od samogłosek, które to pełnią jedynie rolę modyfikatorów. W pisowni quenyi zazwyczaj pomija się znak dla „a”, jako że jest to częsta samogłoska w tym języku.

### Tengwar
Tengwar to pismo używane zwłaszcza do zapisu quenyi.